# 玉成街道
玉成街道，原为玉成乡，是中华人民共和国四川省资阳市简阳市下辖的一个乡镇级行政单位。2019年12月，撤镇设街道，玉成街道办事处驻利民街143号。。

## 行政区划
玉成街道下辖以下地区：
八一村、白河沟村、斑竹湾村、长乐村、吊脚楼村、高田村、海鸣村、回龙村、街邻村、龙王庙村、三益村、松林湾村、同盟村、梧桐村、秀才沟村、夜合村、涌泉村、袁家坝村、皂角村和赵家山村。